# 1936 au Maroc
Chronologie du Maroc
- 1932
- 1933
- 1934
- 1935
- 1936
- 1937
- 1938
- 1939
- 1940

Cet article présente les faits marquants de l'année 1936 au Maroc ou relatifs au Maroc.

## Événements

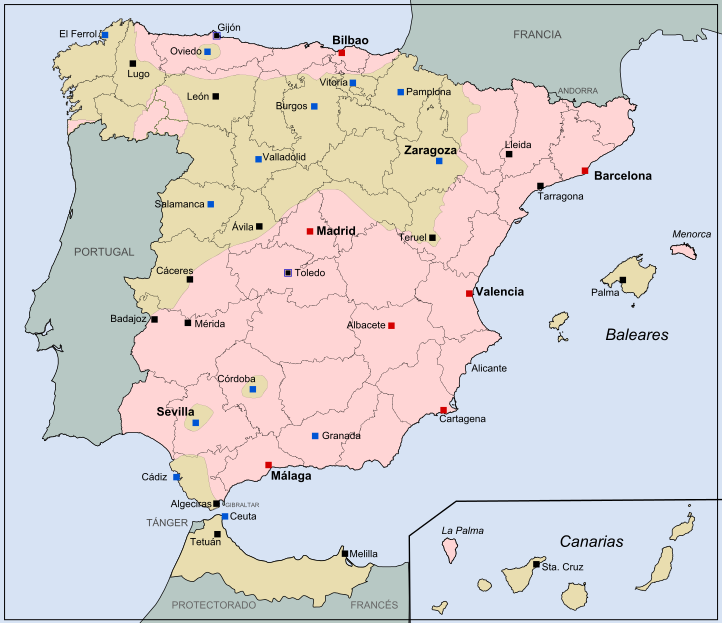
Le front en juillet 1936. Bien préparée, l’insurrection nationaliste, partie du Maroc espagnol se diffuse à d’autres garnisons de la péninsule et Franco prend le commandement de l’armée.

- 27-28 juillet : arrivée des premiers avions italiens et allemands qui permettent le transfert de 14 000 soldats nationalistes du Maroc en Espagne[1].
- Octobre 1936 : le général Charles Noguès est nommé résident général du Maroc en octobre[2].

.